# Irena Poniatowska

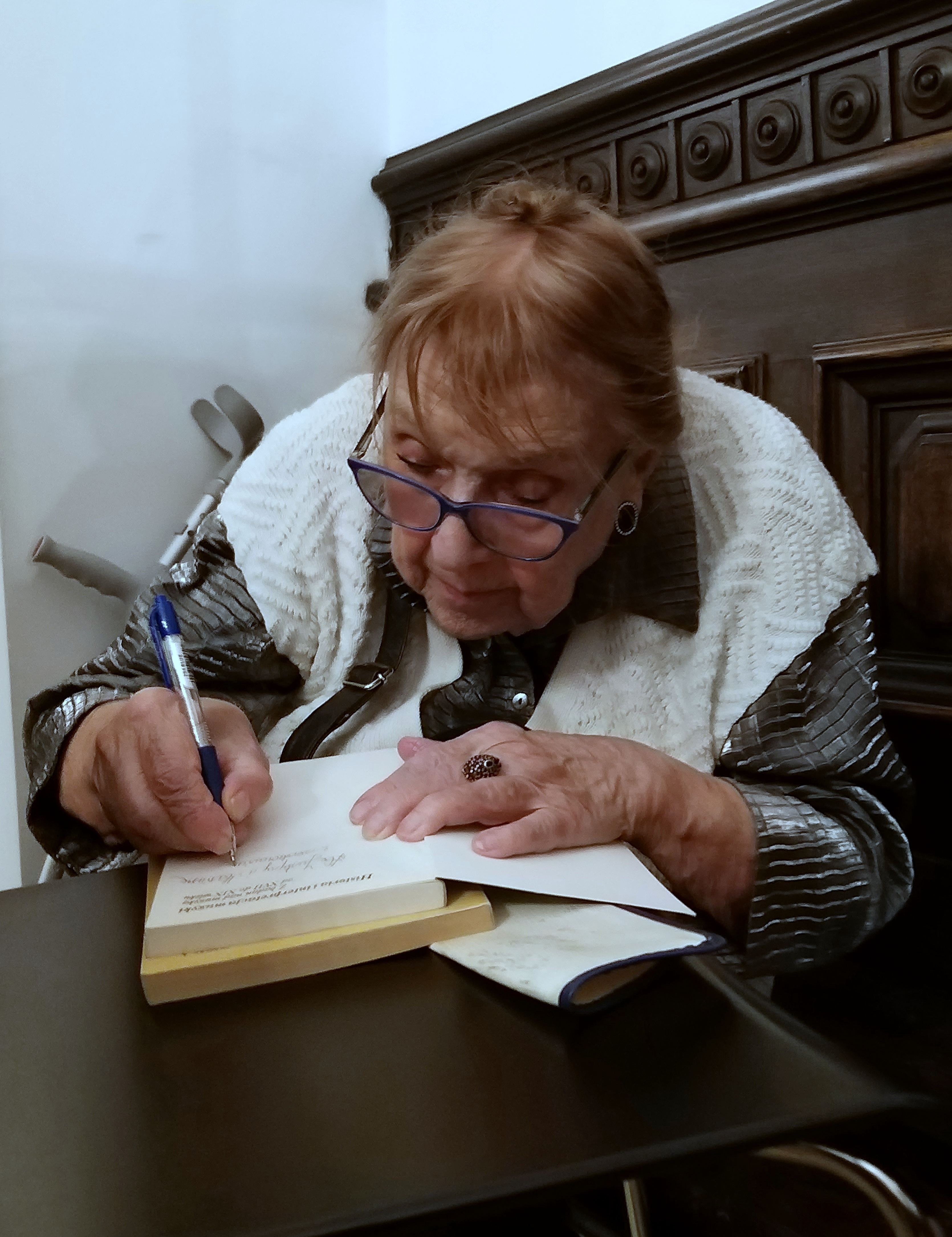
Irena Poniatowska - Warszawa, 16 października 2024

Irena Poniatowska (ur. 5 lipca 1933 w Górze Kalwarii) – polska muzykolożka, profesor nauk humanistycznych, profesor zwyczajny Uniwersytetu Warszawskiego, znawczyni twórczości Fryderyka Chopina.

## Życiorys
W latach 1957–1962 odbyła studia muzykologiczna na Uniwersytecie Warszawskim. W 1970 na podstawie rozprawy pt. Faktura fortepianowa Beethovena napisanej pod kierunkiem Józefa Michała Chomińskiego uzyskała na Uniwersytecie Warszawskim stopień naukowy doktora nauk humanistycznych. Tam też w 1983 na podstawie dorobku naukowego oraz rozprawy pt. Muzyka fortepianowa i pianistyka wieku XIX uzyskała stopień doktora habilitowanego nauk humanistycznych. W 1994 prezydent RP nadał jej tytuł profesora nauk humanistycznych. Została profesorem zwyczajnym UW.
W 1965 została zatrudniona w Instytucie Muzykologii UW. W latach 1974–1979 pełniła funkcję jego wicedyrektora. Tam też w latach 1988–2003 była kierownikiem Zakładu Powszechnej Historii Muzyki. Zajmowała stanowisko prodziekana do spraw studenckich Wydziału Historycznego UW (1986–1990) oraz prodziekana do spraw finansowych i badań naukowych (1993–1999).

## Wybrane publikacje
- Faktura fortepianowa Beethovena (1972, 2013)
- Beethoven – Chopin. Podobieństwa w fakturze fortepianowej (2013)
- Kronika ważniejszych wydarzeń muzycznych w Polsce 1945-1972 (1974)
- Muzyka fortepianowa i pianistyka w wieku XIX (1991)
- Historia i interpretacja muzyki. Z badań nad muzyką od XVII do XIX wieku (1993, 1995)
- Słownik szkolny – Muzyka (1991, 1997)
- W kręgu recepcji i rezonansu muzyki – Szkice chopinowskie (2008)
- Chopin. Człowiek i jego muzyka (2009; oraz wydania zagraniczne)[2]
- Wdzięk afektu. Teksty o tempie rubato (oprac.; 2017)
- Chopin w poezji (2020)

## Członkostwo w gremiach naukowych
- Towarzystwo im. Fryderyka Chopina w Warszawie (w latach 1976-1986 przewodnicząca Rady Naukowej, w latach 1986-1991 wiceprezes)
- Les Amis de Nicolas Chopin w Marainville (w latach 1994-2002 członek zarządu)
- Internationale Chopin Gesellschaft w Wiedniu (od 1994 członek zarządu)
- Polska Akademia Chopinowska (od 1994 prezes zarządu)
- Narodowy Instytut Fryderyka Chopina (od 2001 przewodnicząca rady programowej)
- Rada Festiwali Chopinowskich w Dusznikach
- Związek Kompozytorów Polskich (członek od 1969; członek honorowy od 2011)
- Międzynarodowe Towarzystwo Muzykologiczne (w latach 1972-2004)
- Accademia Filarmonica di Bologna (członek honorowy od 1998)
- Komitet Nauk o Sztuce PAN[2]

## Odznaczenia i wyróżnienia
- Krzyż Oficerski Orderu Odrodzenia Polski
- Medal Komisji Edukacji Narodowej
- Złoty Medal „Gloria Artis” (2013)[3]
- obywatel honorowy miasta Duszniki[2]
- Srebrny Medal „Gloria Artis” (2006)[3]
- Doktor honoris causa Akademii Muzycznej im. Feliksa Nowowiejskiego w Bydgoszczy (2024)[4]